# Sord IS 11
Sord IS 11 (IS 11) је кућни рачунар, производ фирме Sord који је почео да се израђује у Јапану током 1983. године.
Користио је Zilog Z80A CMOS као централни микропроцесор а РАМ меморија рачунара IS 11 је имала капацитет од 32 kb (non volatile RAM, до 64 kb). 
Као оперативни систем кориштен је PIPS.

## Детаљни подаци
Детаљнији подаци о рачунару IS 11 су дати у табели испод.
|                       | |
| [ 1 ]                 | |
| Произвођач            | |
| Тип                   | кућни рачунар                                                                                         |
| Меморија              | 32 (non volatile RAM, до 64 )                                                                         |
| Поријекло             | Јапан                                                                                                 |
| Година                | 1983                                                                                                  |
| Тастатура             | тастатура са пуним помаком тастера, QWERTY/AZERTY, 72 тастера, 4 тастери смјера, 6 функцијска тастера |
| Процесор              | |
| Фреквенција процесора | 3.4                                                                                                   |
| RAM                   | 32 (non volatile RAM, до 64 )                                                                         |
| ROM                   | 64 (све до 128kb via ROM cartridge)                                                                   |
| Текст                 | 40 знакова x 8 линија                                                                                 |
| Графика               | 256 x 64 тачака                                                                                       |
| Боја                  | монохроматски монитор са текућим кристалом                                                            |
| Звук                  | уграђени мали звучник                                                                                 |
| Димензије             | 30 (ширина) x 21.5 (дубина) x 4.8 (висина) / 2                                                        |
| Портови               | |
| Оперативни систем     | |